# Чиљијано (Верчели)
Чиљијано (итал. Cigliano) је насеље у Италији у округу Верчели, региону Пијемонт.
Према процени из 2011. у насељу је живело 3881 становника. Насеље се налази на надморској висини од 238 м.

## Становништво
Према резултатима пописа становништва 2011. у општини је живело 4.547 становника.
| 1936. | 1951. | 1961. | 1971. | 1981. | 1991. | 2001. | 2011. |
| ----- | ----- | ----- | ----- | ----- | ----- | ----- | ----- |
| 4.684 | 4.368 | 4.165 | 4.597 | 4.870 | 4.654 | 4.523 | 4.547 |